# Craugastor berkenbuschii
Craugastor berkenbuschii es una especie de anfibio anuro de la familia Craugastoridae.

## Distribución geográfica
Esta especie es endémica de México. Habita entre los 400 y 1900 metros sobre el nivel del mar en los estados de San Luis Potosí, Puebla, Veracruz, Tabasco y Oaxaca.

## Etimología
Esta especie lleva el nombre en honor a Georg Heinrich August Berkenbusch (1821–1901).

## Publicación original
- Peters, 1870 "1869" : Über mexicanische Amphibien, welche Hr. Berkenbusch in Puebla auf Veranlassung des Hrn. Legationsraths von Schlözer dem zoologischen Museum zugesandt hat. Monatsberichte der Königlich Preussischen Akademie der Wissenschaften zu Berlin, vol. 1869, p. 874-881[5]